# روانبخش (فرشته)
روانبخش نام فرشته‌ای است که علم و دانش با او است.